# 주천 조씨
주천 조씨(酒泉趙氏)는 강원특별자치도 영월군 주천면을 본관으로 하는 한국의 성씨이다. 시조는 고려에서 금오위대장군(金吾衛大將軍)을 지낸 조관(趙琯)이다.

## 참고 자료
- “주천조씨(酒泉趙氏)”. 뿌리를 찾아서.[깨진 링크(과거 내용 찾기)]